# Norbert Seeuws
Norbert Seeuws, född den 19 augusti 1943 i Gent, är en belgisk tidigare bancyklist som var professionell från 1966 till 1979. Som professionell blev han belgisk mästare i individuellt förföljelselopp 1969 och i madison 1970 (i par med Patrick Sercu). Därtill vann han tre sexdagarslopp under karriären. Han deltog även i några landsvägslopp, men nådde inga nämnvärda framgångar.

## Meriter
| 1963 Belgisk mästare i lagförföljelselopp 1964 2:a i lagförföljelselopp 1964/1965 3:a i madison med Noël Vanclooster 1967/1968 3:a i madison med Hubert Criel 1968/1969 3:a i madison med Romain De Loof 1969 Belgisk mästare i individuellt förföljelselopp 1969/1970 Belgisk mästare i madison med Patrick Sercu 1970/1971 2:a i madison med Walter Godefroot 1971/1972 3:a i madison med Rik Van Linden 1972/1973 2:a i madison med Walter Godefroot | 1967/1968 2:a i Charlerois sexdagars (dec.) med Theo Verschueren 1969/1970 Vinnare av Charlerois sexdagars (dec.) med Patrick Sercu Vinnare av Milanos sexdagars (feb.) med Dieter Kemper 3:a i Gents sexdagars (nov.) med Peter Post 1970/1971 2:a i Bryssels sexdagars (nov.) med Ferdinand Bracke 1971/1972 2:a i Montréals sexdagars (okt.) med Julien Stevens 3:a i Groningens sexdagars (feb./mar.) med René Pijnen 1972/1973 Vinnare av Montréals sexdagars (okt.) med Julien Stevens 2:a i Gents sexdagars (nov.) med Alain Van Lancker 3:a i Grenobles sexdagars (okt./nov.) med Felice Gimondi 3:a i Antwerpens sexdagars (mar.) med Walter Godefroot och Theo Verschueren 1973/1974 2:a i Delhis sexdagars (maj) med Julien Stevens 3:a i Montréals sexdagars (okt.) med Eddy Demedts |